# Tettau (Brandenburg)
Tettau (baix sòrab: Tejow) és una ciutat alemanya que pertany a l'estat de Brandenburg. Forma part de l'Amt Ortrand. Limita amb Lauchhammer al nord, a l'est amb Ruhland i Frauendorf, al sud amb Lindenau i Ortrand i a l'oest amb Scharaden (districte d'Elbe-Elster).

## Demografia
| Població de Tettau de 1875 a 2007 | Població de Tettau de 1875 a 2007 | Població de Tettau de 1875 a 2007 | Població de Tettau de 1875 a 2007 | Població de Tettau de 1875 a 2007 | Població de Tettau de 1875 a 2007 | Població de Tettau de 1875 a 2007 | Població de Tettau de 1875 a 2007 | Població de Tettau de 1875 a 2007 | Població de Tettau de 1875 a 2007 | Població de Tettau de 1875 a 2007 | Població de Tettau de 1875 a 2007 | Població de Tettau de 1875 a 2007 | Població de Tettau de 1875 a 2007 | Població de Tettau de 1875 a 2007 | Població de Tettau de 1875 a 2007 |
| Any                               | Població                          | Any                               | Població                          | Any                               | Població                          | Any                               | Població                          | Any                               | Població                          | Any                               | Població                          | Any                               | Població                          | Any                               | Població                          |
| --------------------------------- | --------------------------------- | --------------------------------- | --------------------------------- | --------------------------------- | --------------------------------- | --------------------------------- | --------------------------------- | --------------------------------- | --------------------------------- | --------------------------------- | --------------------------------- | --------------------------------- | --------------------------------- | --------------------------------- | --------------------------------- |
| 1875                              | 300                               | 1933                              | 506                               | 1964                              | 873                               | 1989                              | 2787                              | 1993                              | 1014                              | 1997                              | 973                               | 2001                              | 917                               | 2005                              | 881                               |
| 1890                              | 340                               | 1939                              | 589                               | 1971                              | 980                               | 1990                              | 1885                              | 1994                              | 996                               | 1998                              | 972                               | 2002                              | 915                               | 2006                              | 857                               |
| 1910                              | 400                               | 1946                              | 678                               | 1981                              | 2908                              | 1991                              | 1847                              | 1995                              | 1001                              | 1999                              | 946                               | 2003                              | 902                               | 2007                              | 841                               |
| 1925                              | 436                               | 1950                              | 765                               | 1985                              | 2879                              | 1992                              | 1839                              | 1996                              | 995                               | 2000                              | 932                               | 2004                              | 892                               |                                   |                                   |